# ۴ مارس
۴ مارس در تقویم گرگوری، شصت و سومین (در سال‌های کبیسه شصت و چهارمین) روز سال است. ۳۰۲ روز تا پایان سال باقی است.

## رویدادها
- ۱۸۵۷ - امضای معاهده پاریس و جدایی هرات از ایران
- ۲۰۰۳ - روز جهانی گرامی‌داشت گروه راک اونسنس

## زادروزها
- ۱۵۳۷ - لونگ‌چینگ، دوازدهمین امپراتور سلسله مینگ در چین
- ۱۹۵۱ - کریس را، خواننده و آهنگساز انگلیسی
- ۱۶۷۸ - آنتونیو لوچو ویوالدی نوازنده چیره‌دست ویولون و آهنگساز شهیر موسیقی دوره باروک اهل ونیز
- ۱۹۹۳ - جینا بوید، بازیگر آمریکایی
- ۱۹۹۳ - اریج العطار، بازیگر کویتی. [۱]
- ۱۹۹۵ - بیل میلنر، بازیگر انگلیسی

## درگذشت‌ها
- ۱۶۰۵ - امینجی بن جلال، فقیه اسماعیلی و مؤلف هندی.[۲]
- ۱۸۳۲ - ژان فرانسوا شامپولیون، دانشمند، زبان‌شناس و شرق‌شناس فرانسوی.
- ۲۰۱۹ - لوک پری بازیگر و ستاره درخشان هالیوود(۱۹۶۶)